# جالين جرين
جالين جرين (بالإنجليزية: Jalen Green)‏ هو لاعب كرة سلة أمريكي يلعب في مركز مدافع مسدد الهدف في نادي هيوستن روكتس.

## روابط خارجية
- جالين جرين على موقع إن بي أي (الإنجليزية)
- جالين جرين على موقع سبورتس رفرنس (الإنجليزية)
- جالين جرين على موقع كرة السلة الأوروبية.كوم (الإنجليزية)
- جالين جرين على موقع ريلجم (الإنجليزية)
- جالين جرين على موقع بروبوليرز (الإنجليزية)
- جالين جرين على موقع سبورتس رفرنس (الإنجليزية)